# Genoveffa
Genoveffa  è un nome proprio di persona italiano femminile.

## Varianti
- Femminili: Genoeffa[3][4]
- Maschili: Genoveffo[3][4]

### Varianti in altre lingue
- Basco: Kenubep[5]
- Catalano: Genoveva[5]
- Francese: Geneviève[4][2][6]
  - Ipocoristici: Ginette[2]
- Galiziano: Xenoveva[5]
- Inglese: Genevieve[2][6]
  - Ipocoristici: Veva[2]
- Polacco: Genowefa[2]
- Portoghese: Genoveva[2]
- Spagnolo: Genoveva[2][5]
- Tardo latino: Genovefa[1][4][6]
- Tedesco: Genoveva
- Ungherese: Genovéva

## Origine e diffusione

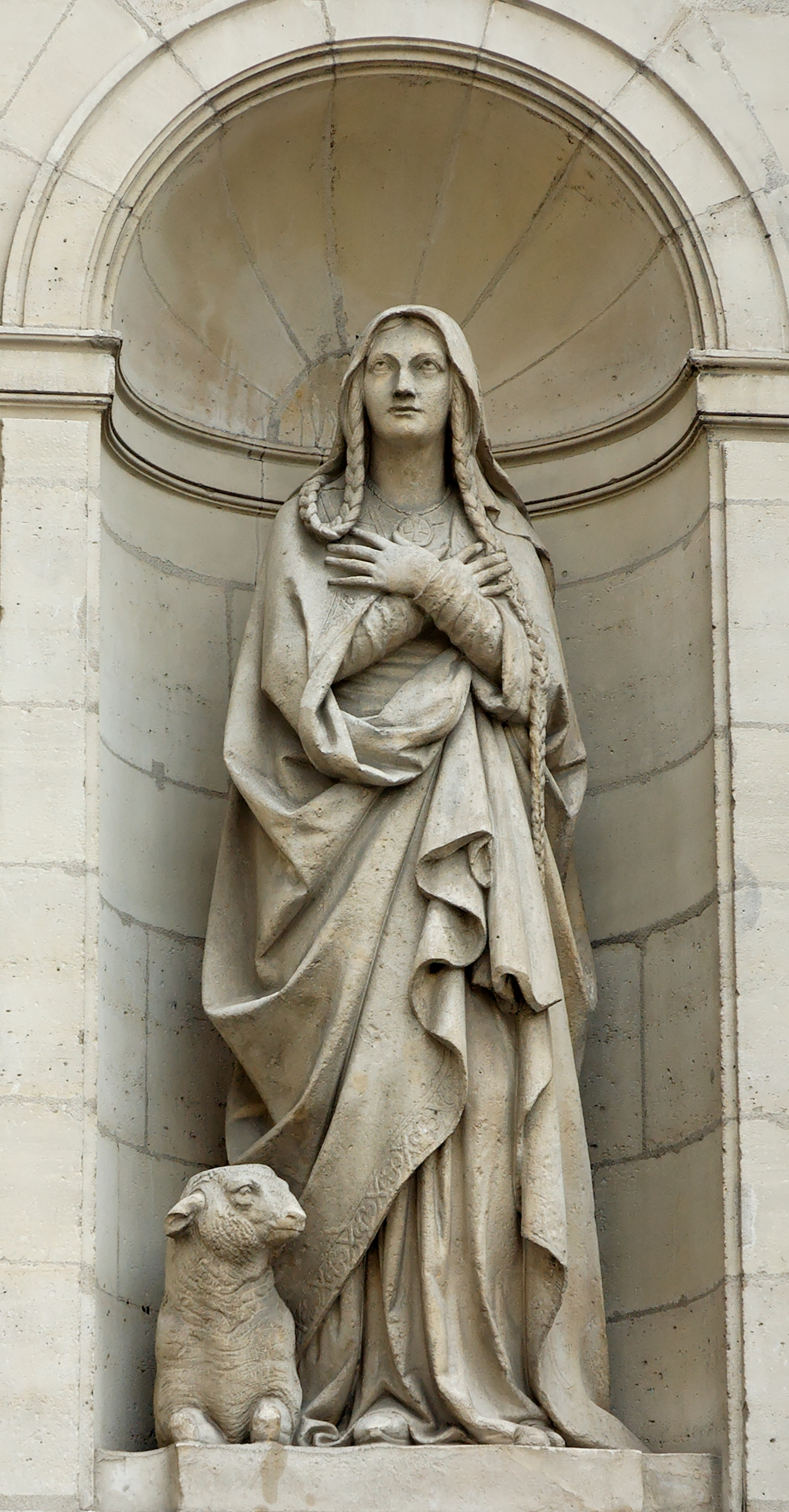
Statua di santa Genoveffa nella chiesa di Saint-Étienne-du-Mont

Continua l'antico nome medievale Genovefa, la cui origine è incerta, probabilmente germanica o celtica. Le ipotesi prevalenti lo riconducono ai termini germanici *kunją ("razza", "stirpe", "famiglia") e *wībą ("donna", "moglie"), oppure alla radice gallica genos (anch'essa "famiglia", "stirpe"), associata ad un secondo termine non identificato, o ad una combinazione di queste due origini.
Tesi meno frequenti lo riconducono a gen ("guancia") e gewlf ("bianco"), quindi "dalle gote bianche", oppure gli danno la stessa etimologia del nome Ginevra.
Il nome è sostenuto, specialmente in Francia, dalla devozione verso santa Genoveffa che, secondo la leggenda, difese Parigi dall'invasione di Attila, oltre che alla fama del personaggio cavalleresco tragico di Genoveffa di Brabante, moglie di Sigfrido. In Italia è attestato un po' ovunque, con maggior frequenza in Campania, ma è caduto un po' in disuso per via del suono pesante e dopo essere stato usato per personaggi ridicoli o di satira, come la protagonista del fumetto di Attalo Genoveffa la racchia o come la sorellastra di Cenerentola (in lingua originale Drizella) nel film Disney del 1950.

## Onomastico
L'onomastico ricorre il 3 gennaio in memoria della già citata santa Genoveffa, vergine di Nanterre, patrona di Parigi. Il 5 gennaio si ricorda inoltre un'altra santa con questo nome, Genoveva Torres Morales, religiosa.

## Persone
- Genoveffa di Parigi, santa francese
- Anna Genoveffa di Borbone-Condé, principessa francese

### Variante Genoveva
- Genoveva Torres Morales, religiosa spagnola

### Variante Genevieve

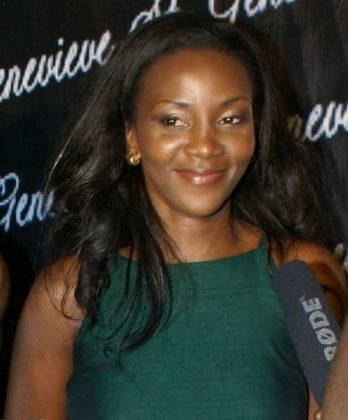
Genevieve Nnaji

- Genevieve Behrend, scrittrice francese
- Genevieve Cortese, attrice statunitense
- Genevieve Hamper, attrice statunitense
- Genevieve Hannelius, vero nome di G. Hannelius, attrice e cantante statunitense
- Genevieve Nnaji, attrice e cantante nigeriana

### Variante Geneviève
- Geneviève Bujold, attrice canadese

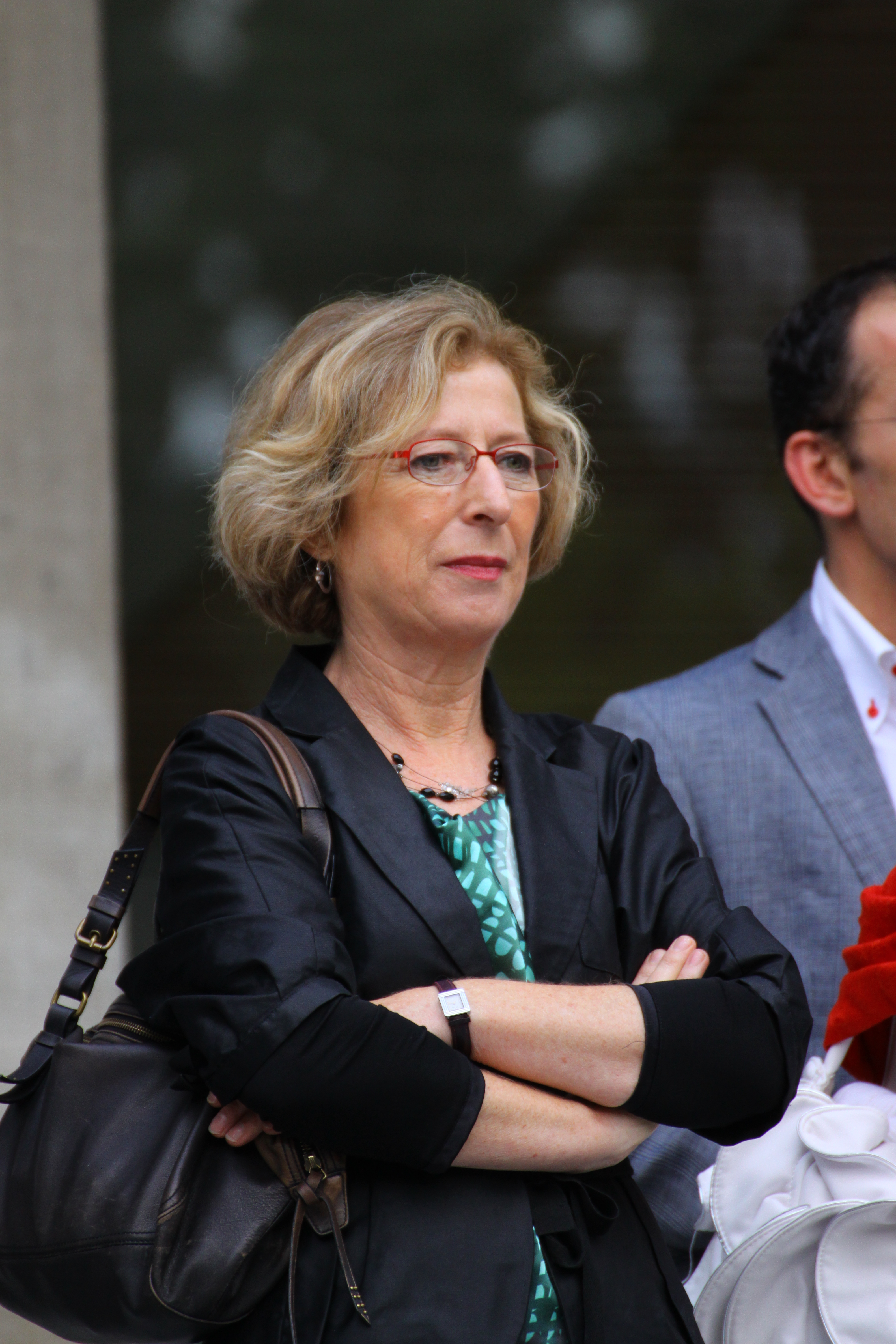
Geneviève Fioraso

- Geneviève de Fontenay, organizzatrice dei concorsi Miss Francia e Miss Europa
- Geneviève de Galard, infermiera francese
- Geneviève Fioraso, politica francese
- Geneviève Simard, sciatrice alpina canadese
- Geneviève Winding, montatrice francese

### Variante Ginette
- Ginette Bucaille, tennista francese
- Ginette Catriens, modella francese
- Ginette Neveu, violinista francese
- Ginette Reno, cantante e attrice canadese

## Il nome nelle arti
- Genoveffa di Brabante è l'eroina di un celebre romanzo cavalleresco.
- Genoveffa Tremaine è un personaggio del film del 1950 Cenerentola.
- La giraffa Genoveffa è il titolo di una canzone dello Zecchino d'Oro.
- Durante gli anni novanta veniva pubblicato un giornalino di satira politica la cui protagonista era una bambina di nome Genoveffa.